# Rudolf Kalman
Rudolf Kalman   (Budapest, 19 de maig de 1930 - Gainesville, 2 de juliol de 2016) va ser un enginyer elèctric, matemàtic i inventor nord-americà d'origen hongarès. És conegut per la invenció del filtre de Kalman, un algorisme matemàtic que s'utilitza àmpliament en el processament de senyals, sistemes de control i d'orientació, navegació i control. Per aquest treball, el president nord-americà Barack Obama va atorgar a Kalman la National Medal of Science l'octubre, 2009.

## Biografia
Rudolf Kálmán va néixer a Budapest el 1930. Després d'emigrar tota la família als Estats Units el 1943 es va llicenciar l'any 1953 i va fer el màster en enginyeria elèctrica el 1954, tots dos al Massachusetts Institute of Technology. Kálmán va completar el seu doctorat el 1957 a la Columbia University a la ciutat de Nova York.
Kálmán va treballar com a matemàtic d'investigació al Research Institute for Advanced Studies a Baltimore (Maryland) des de 1958 fins a 1964. Va ser professor a Stanford University de l'any 1964 fins al 1971 i després “Graduate Research Professor” i director del Center for Mathematical System Theory a la University of Florida des de 1971 fins a 1992. A partir de 1973, també va ocupar la càtedra de Teoria Sistemes Matemàtics a l'Escola Politècnica Federal de Zuric, Suïssa ("Eidgenössische Technische Hochschule" ETH Zürich).

## Aportacions científiques
Kálmán és conegut per la seva invenció del filtre de Kalman (o de Kalman-Bucy), que és una tècnica matemàtica àmpliament utilitzada en els ordinadors digitals dels sistemes de control, sistemes de navegació, aviònica i els vehicles de l'espai exterior per extreure un senyal d'una llarga seqüència de mesures amb soroll i/o incompletes com les que generalment s'obtenen pels sistemes electrònics i giroscòpics.
Les idees de Kálmán sobre el filtratge van ser acollides inicialment amb un gran escepticisme, tant és així que es va veure obligat a fer la primera publicació dels seus resultats en publicacions d'enginyeria mecànica, en lloc d'enginyeria elèctrica o d'enginyeria de sistemes. Kálmán va tenir més èxit en la presentació de les seves idees durant la seva visita a Stanley F. Schmidt al NASA Ames Research Center l'any 1960. Això va portar a l'ús del filtre de Kálmán durant el programa Apol·lo, en el transbordador espacial de la NASA, en submarins de la marina de guerra, en armes i vehicles no tripulats i en el desenvolupament del sistema de posicionament GPS.

## Guardons i distincions
Kálmán és membre de la U.S. National Academy of Sciences, l'American National Academy of Engineering i l'American Academy of Arts and Sciences. També és membre a l'estranger de les Acadèmies de Ciències de França, Hongria i Rússia.
Ha rebut el doctorat “honoris causa” per diverses universitats. L'any 2012 va ser nomenat Fellow de l'American Mathematical Society.
Kálmán va rebre la IEEE Medal of Honor el 1974, la IEEE Centennial Medal el 1984, el Inamori Foundation's Kyoto Prize in Advanced Technology el 1985, el Steele Prize de l'American Mathematical Society el 1987, el Richard E. Bellman Control Heritage Award el 1997 i el National Academy of Engineering's Charles Stark Draper Prize en 2008.

## Publicacions seleccionades
- Kalman, R.E. (1960). "A new approach to linear filtering and prediction problems". Journal of Basic Engineering 82 (1): 35–45. doi:10.1115/1.3662552.
- Kalman, R.E.; Bucy, R.S. (1961). "New Results in Linear Filtering and Prediction Theory". Journal of Basic Engineering 82, 95-108. doi:10.1115/1.3658902